# Crisis judicial de Colombia
La Crisis judicial de Colombia hace referencia una crisis en el sistema judicial de larga duración en la historia reciente en el que hay congestión judicial desbordada, corrupción e impunidad. En la actualidad el sistema judicial de Colombia enfrenta una crisis profunda debido a que hay un índice de impunidad del 92%. A lo que se le suma la baja calidad de las condenas, se estima que hay 1,6 millones de casos que no avanzan en los despachos judiciales del país en 2017, lo que ha generado una imagen desfavorable del 80% al sistema judicial.

## Inicios

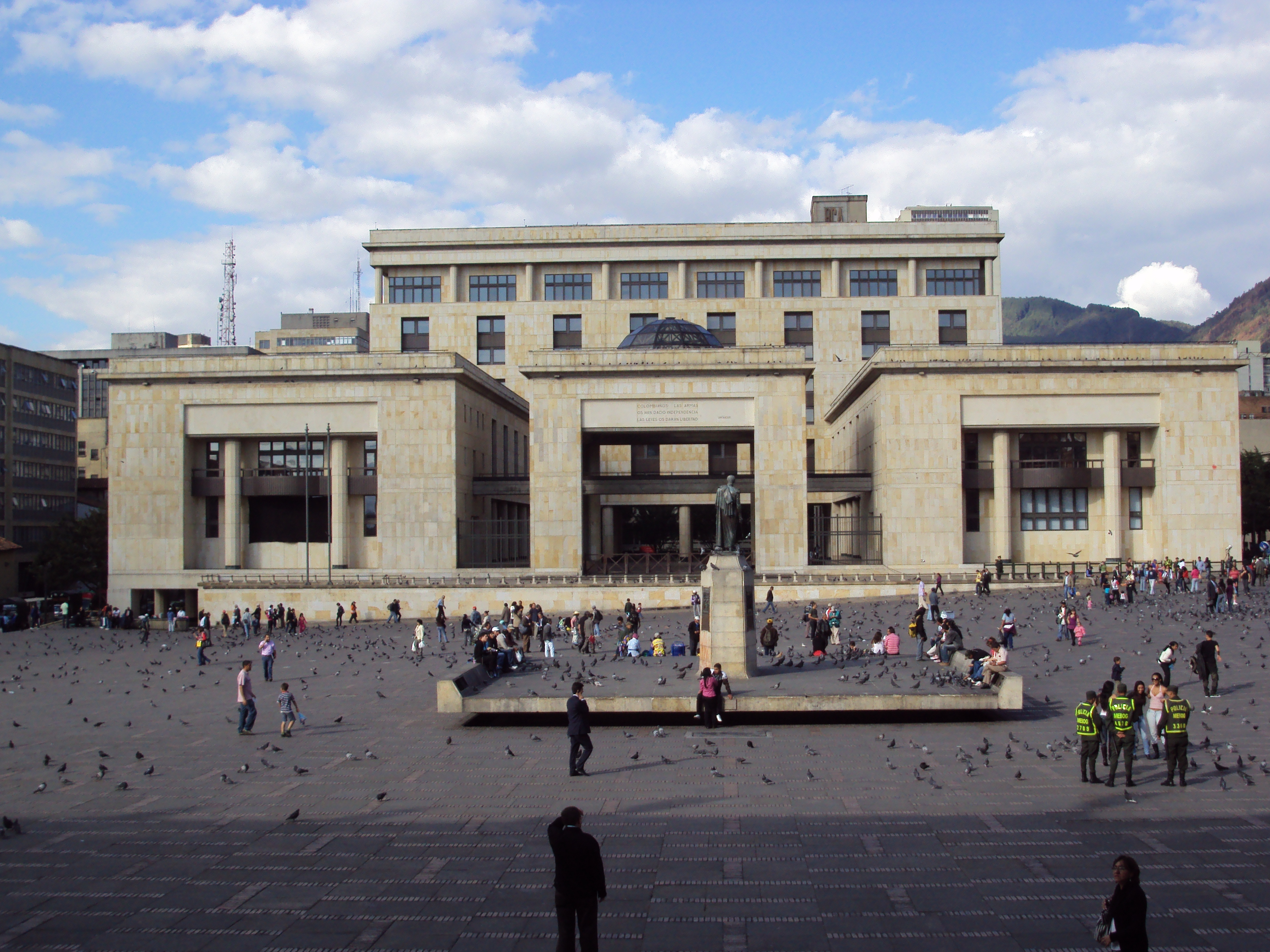
Edificación del Palacio de Justicia de Colombia. Reconstruido después de la Toma del Palacio de Justicia por parte del Movimiento 19 de abril (M-19) en 1985, su reconstrucción culminó en 1995.

Las condiciones del sistema de judicial en Colombia cambiaron luego la Toma del Palacio de Justicia, el  6 de noviembre de 1985 por un comando del Movimiento 19 de abril (M-19). El M-19 mantuvo a cerca de 350 rehenes entre magistrados, consejeros de Estado, servidores judiciales, empleados y visitantes del Palacio de Justicia. Dicha incursión fue seguida de la reacción de la Policía Nacional y el Ejército Colombiano, rodeando el edificio e iniciando una operación de retoma del mismo que se extendió hasta el 7 de noviembre de 1985. Los hechos culminaron 27 horas después, dejando un saldo de 98 muertos y varios desaparecidos y la destrucción de archivos de investigaciones contra magistrados, congresistas y personas que probablemente fueron cercanas a Pablo Escobar. Esto significó un antes y un después para la institucionalidad de la justicia colombiana, pues los altos tribunales tenían una gran credibilidad en esa época y un profundo respeto en diferentes estancias de la vida nacional. Antes de la Constitución de 1991 la Corte Suprema de Justicia estaba compuesta por juristas elegidos mediante meritocracia.
Después de la Constitución de 1991, la elección de los magistrados de las Altas Cortes está a cargo del Senado de la República (Poder Legislativo) y el Presidente de Colombia (Poder Ejecutivo), quienes seleccionan los futuros miembros de las Altas Cortes mediante ternas presentadas por el Consejo de Estado y la Corte Suprema, estableciendo límites a los poderes que el máximo ente de justicia poseía antes de la Constitución de 1991 y generando debilidad institucional del Estado, clientelismo, corrupción, politización de la justicia, fracaso del sistema penal acusatorio e impunidad.
En 1994 el expresidente César Gaviria expresaba:

...La pobreza, la impunidad y la violencia, constituyen los peores males que aquejan a la sociedad colombiana y que, de manera determinante le han impedido alcanzar su potencial... Comencemos por el tema de la impunidad, que no es otro que el de la ausencia de justicia. Pues bien, en este terreno hemos empezado a edificar en firme sobre los cimientos que nos dejó la Carta de 1991...Sin embargo, la ruta no termina allí...

En 1996 el sistema judicial colombiano investigaba únicamente uno de cada tres homicidios, en la mayoría de los casos desconocía las circunstancias en las que se cometieron cerca del 80% de los casos de muertes violentas, dejaba libres a más del 80% de los homicidas, juzgaba solo el 6% de los casos y se condenaba el 4% de los homicidas. De esta manera, el 96% de las muertes violentas quedaban impunes en el país. 
En 2002 Luis Camilo Osorio exfiscal general de la nación aseguraba: 

Para analizar el estado de la justicia es menester referirse al equipo judicial con que cuenta nuestro país para combatir la criminalidad, entiéndase los homicidios bajo análisis. En efecto, Colombia tiene solo 10 fiscales por cada 100 homicidios, esta cifra se eleva a 120 fiscales en el caso de Perú, 100 en Panamá, 145 en Grecia, a 200 fiscales en la justicia alemana y a la no despreciable cifra de 250 fiscales en Inglaterra, para citar solo algunos casos.

Por su parte el fenómeno de la corrupción en Colombia ha generado problemáticas como el de la de puerta giratoria que permite a algunos magistrados trasladarse de una alta corporación a otra o entre el sector público y privado, el tráfico de influencias donde familias de magistrados obtienen cargos en los órganos de control u otras organizaciones, denuncias de persecución política y grabaciones ilegales a la Corte Suprema de Justicia entre 2002-2010 durante el gobierno de Álvaro Uribe y las demoras en llenar vacantes al elegir funcionarios durante su gobierno, como ocurrió con el nombramiento de fiscal general durante los años 2009-2011 y denuncias que implicaban a magistrados por el uso indebido de vehículos del Estado o aceptación a invitaciones a cruceros.
Tras su elección en 2010 uno de los primeros objetivos del expresidente Juan Manuel Santos consistió en el restablecimiento de las relaciones entre el Poder Judicial y el Ejecutivo colombiano, debilitadas durante la presidencia de Álvaro Uribe; para ello encargó al entonces designado ministro del Interior y de Justicia, Germán Vargas Lleras, sostener diálogos con los jueces y magistrados de la nación. De estas primeras reuniones surgió el acuerdo de no presentar reformas a la Justicia sin antes concertar con las Altas Cortes.
En 2012 el expresidente Juan Manuel Santos señalaba:

Somos el país 178 entre 183, es decir, somos la sexta justicia más lenta del mundo (…) De acuerdo con los datos del Banco Mundial, el proceso tipo del Doing Business tarda en resolverse 1.346 días, es el doble del promedio de duración en América Latina y el doble del promedio en África.

En 2017 aproximadamente de 8,1 millones de necesidades jurídicas declaradas, se resolvían 1,1 millones, esto es, el 13%; de cada 100 homicidios, se condenaban 8 lo que genera un índice de impunidad del 92%. A lo que se le suma la baja calidad de las condenas, se estima que había 1,6 millones de casos que no avanzan en los despachos judiciales del país. El sistema judicial colombiano tiene una imagen desfavorable del 80%.

## Casos de corrupción
En febrero de 2015, el entonces Magistrado de la Corte Constitucional, Mauricio González Cuervo, radicó una acusación ante la Comisión de Acusaciones de la Cámara de Representantes contra su colega magistrado y entonces presidente de la misma corte, Jorge Pretelt, quien supuestamente habría pedido $500 millones (más de USD$200.000 dólares a la tasa de febrero de 2015) al abogado Víctor Pacheco, para fallar una tutela que debía resolver la Corte a favor de la firma Fidupetrol.
En 2017 el Escándalo en la Fiscalía General de la Nación y en la Corte Suprema de Justicia, este último llamado "El Cartel de la toga" fue escándalo de corrupción judicial y política, en el cual miembros de la Corte Suprema de Justicia de Colombia, a través de fiscales anticorrupción, obtenían dinero a cambio de demorar o desviar procesos en contra de quienes sobornaban. Se destapó en 2017, y es considerado un caso ejemplar de disfuncionalidad judicial del Estado Colombiano. El 27 de junio fue capturado por agentes del CTI de la Fiscalía General de la Nación, el que fuera hasta ese día el Jefe de la Unidad Anticorrupción del ente acusador; Luis Gustavo Moreno, acusado, junto a un abogado Leonardo Pinilla, de pedirle dinero al exgobernador de Córdoba, Alejandro Lyons, a cambio de desviar indagaciones que cursan en su contra por posible malversación de recursos que superan los $10.000 millones de pesos (USD$3.322.260 dólares a la tasa de febrero de 2017), de lo cual sería investigado formalmente por delitos como concierto para delinquir, interés indebido en la celebración de contratos y peculado por apropiación. Lyons, quien pasó a ser cooperante del Departamento de Justicia de Estados Unidos, denunció que Pinilla y el Jefe Anticorrupción Moreno (quien apenas llevaba un mes en el cargo como fiscal anticorrupción) se le habían acercado para pedirle $100 millones (USD$33.200 dólares a la tasa de febrero de 2017) a cambio de entregarle copias de declaraciones juradas de testigos que habían hablado en la Fiscalía en su contra.
La DEA le preparó una trampa a Moreno en Miami, Estados Unidos, donde le dio a Lyons (USD$10.000 a la tasa de febrero de 2017) con billetes marcados para que le entregara a Moreno con el objetivo de rastrearlos. La Fiscalía de Colombia, sabiendo de antemano la operación de la DEA, envía a Moreno para entrevistarse con Lyons; luego, el dinero marcado es descubierto en manos del Jefe Anticorrupción y sus familiares en el vuelo de regreso a Colombia. El Departamento de Justicia estadounidense descubrió que Pinilla y Moreno, este último aprovechándose de su cargo, inundarían a sus fiscales con trabajo para que no pudieran concentrarse en el expediente del cooperante Lyons a cambio de $400 millones (USD$132.890 dólares a la tasa de febrero de 2017) y una “adición” de USD$30.000 dólares que aspiraba recibir antes de irse de Estados Unidos. Por estos hechos, la Corte del Distrito Sur de Florida le va a endilgar a Moreno y a Pinilla los cargos de conspiración para lavar dinero con la intención de promover un soborno, haciendo formal la solicitud de extradición a Colombia, además de la investigación que se les abrió en el país por el delito de concusión. Luego de este suceso, la Fiscalía ha procedido a capturar más de 50 de sus funcionarios a nivel nacional por hechos similares, varios de ellos podrían ser solicitados en extradición por los Estados Unidos. Luis Gustavo Moreno, luego de confesar su delito, atestiguo en la Fiscalía contra dos exmagistrados de la Corte Suprema de Justicia; José Leonidas Bustos y Francisco Javier Ricaurte (a los cuales Estados Unidos les canceló la visa para ingresar a este país), manifestando que estos absolvieron a los entonces senadores Luis Alfredo Ramos, Hernán Andrade y Musa Besayle de investigaciones en su contra y que, por gestiones de Moreno y Pinilla, fallaron a favor de los congresistas a cambio de coimas; la investigación contra los exmagistrados esta en curso en la Comisión de Acusaciones de la Cámara de Representantes.
Por su parte, el senador Besayle admitió ante la Corte Suprema de Justicia que, en efecto, pagó 2000 millones de pesos (USD$681.663 dólares) al exfiscal Moreno y al exmagistrado Bustos para beneficiarle en un proceso en su contra por parapolítica, de una cantidad inicial de 6000 millones (USD$2`044.990 a la tasa de febrero de 2017) solicitada por estos. La Comisión de Acusaciones está investigando además al actual magistrado de la corte Gustavo Malo, quien también estaría salpicado en el escándalo de sobornos del alto tribunal; la Sala Plena de la Corte Suprema de Justicia le pidió al magistrado implicado apartarse del cargo mientras continúe la investigación en su contra, petición rechazada por este afirmando que es inocente. Su hija, Yara Malo, será imputada por la Fiscalía por los delitos de extorsión agravada, al amenazar a una fiscal de Bogotá con "mover sus influencias" para hacerla despedir del cargo o trasladarla a un sector con problemas de orden público si no accedía a pagarle cierta cantidad de dinero por haberla ayudado a ingresar a trabajar en el ente acusador. La Comisión de Acusaciones confirmó que el caso del exmagistrado Ricaurte queda bajo jurisdicción de la Fiscalía, la cual le emitió orden de captura con detención en establecimiento carcelario por parte de un juez. Por su parte, la Corte Suprema emitió el 25 de septiembre una orden de captura contra Musa Besayle por los delitos de cohecho y peculado, quien se entregó al CTI de la Fiscalía en Montería a comienzos de octubre. Otros implicados en el escándalo del Cartel de la Toga son: El exmagistrado de la Corte Suprema, Camilo Tarquino, y el senador Álvaro Ashton.

## Escándalos judiciales y políticos
En 2010 el Caso Colmenares  es un proceso judicial (hoy resuelto en primera instancia y a la espera del pronunciamiento del Tribunal Superior de Bogotá), que se lleva a cabo, así como a toda una misteriosa serie de sucesos que iniciaron en algún punto de la madrugada del 31 de octubre de 2010 y que giran en torno a la muerte de un joven estudiante del programa de ingeniería industrial de la Universidad de Los Andes de Bogotá. Existe gran controversia por la notoriedad que se le ha dado al caso en los medios de comunicación por ser los acusados adinerados y tener influencia política. Las investigaciones sobre el caso han sido dudosas y no avanzan, y se presume que llegue hasta la Corte Suprema de Justicia.
En 2013 se dio a conocer la existencia del "Cartel de testigos falsos" el cual era una empresa criminal que ofrecía testigos falso que desviaban las investigaciones, causaban condenas contra inocentes y además recibían beneficios jurídicos.
En 2018 se dio a conocer a la opinión pública que hay más de 28 procesos judiciales en contra del expresidente y actual senador Álvaro Uribe en la Corte Suprema de Justicia que no avanzan y que han generado varias críticas a nivel nacional en torno a la corrupción del sistema judicial colombiano. Además varios testigos contra Álvaro Uribe o sus cercanos han sido asesinados; Francisco Enrique Villaba en abril de 2009 y Carlos Enrique Areiza en 14 de abril de 2018 fueron amenazados después de declarar ante la justicia, posteriormente firmaron hojas en blanco que aparecieron como retractaciones a sus denuncias y finalmente al ser liberados de la cárcel sin condiciones de seguridad adecuadas fueron asesinados posteriormente por causas desconocidas. En febrero de 2018, la revista SEMANA publicó las pruebas que llevaron a la Corte Suprema de Justicia a abrir una investigación en contra del expresidente Álvaro Uribe por los presuntos delitos de soborno y fraude procesal en el caso denominado de falsos testigos contra el senador Iván Cepeda.
El 11 de enero de 2019 ocurrieron varias marchas a lo largo del país denominadas la Marcha de las linternas, los manifestantes exigieron la renuncia del fiscal general de la nación, Néstor Humberto Martínez, por supuestas conexiones que podría tener el funcionario con el caso de corrupción de Odebrecht, la impunidad de la justicia y la oleada de asesinatos de líderes sociales. Además meses pasados fueron reveladas grabaciones que involucran al fiscal general de Colombia, Néstor Humberto Martínez, con irregularidades y posibles delitos de la constructora brasileña Odebrecht. Las grabaciones fueron entregadas por Alejandro Pizano testigo clave en la investigación, quien falleció en noviembre de 2018 y, días después, su hijo apareció envenenado con cianuro tras beber agua de una botella. Según Medicina legal y la Fiscalía su padre había bebido de la misma botella de agua con cianuro.
El 10 de marzo de 2019 el presidente Iván Duque anunció, que por razones de inconveniencia el Gobierno nacional hace objeciones a seis de los 159 artículos de la Ley Estatutaria de la Jurisdicción Especial para la Paz (JEP). Sin llegar a un consenso en la votación en el Senado las objeciones pasaron a manos de la Corte Suprema de Justicia. Por su parte la Embajada de Estados Unidos le canceló las visas a tres magistrados de las altas cortes: dos de la Corte Constitucional y uno de la Corte Suprema de Justicia lo que género la respuesta conjunta de la Corte Constitucional, el Consejo de Estado y la Jurisdicción Especial para la Paz (JEP) las cuales rechazaron cualquier tipo de presión extranjera frente a la decisión sobre las objeciones a la JEP y dijeron que seguirán tomando decisiones de acuerdo a la Constitución de Colombia y la ley.
El 15 de mayo de 2019 en medio de la decisión de la Jurisdicción Especial de Paz (JEP) de no extraditar a Estados Unidos y dejar en libertad a Jesús Santrich por no encontrarse pruebas en su contra de narcotráfico, el fiscal general de la Nación Néstor Humberto Martínez renunció a su cargo. El 16 de mayo de 2019 renunció la ministra de Justicia y del Derecho, Gloria María Borrero.

## Crisis penitenciaria y carcelaria
El sistema penitenciario y  carcelario colombiano está a cargo del Instituto Nacional Penitenciario y Carcelario (INPEC), adscrito al Ministerio de Justicia y del Derecho.
Actualmente el sistema sistema penitenciario y carcelario presenta varias problemáticas:
- Hacinamiento: la tasa de hacinamiento en centros penitenciarios supera el 365%, en 2018 había 115.792 personas privadas de libertad.[53]

- Infraestructura deficiente: la infraestructura penitenciaria es obsoleta e insuficiente para la demanda actual.[53]

- Personal penitenciario insuficiente: el número de funcionarios disponibles para trabajar en planteles penitenciarios es bastante bajo (15.795 personas en 2018) en relación con el número de presos.[53]

- Corrupción: el tipo de corrupción más recurrente y conocida en las prisiones colombianas tiene que ver con sobornos a funcionarios del INPEC para obtener algún beneficio.[54]

## Intentos de reforma a la justicia

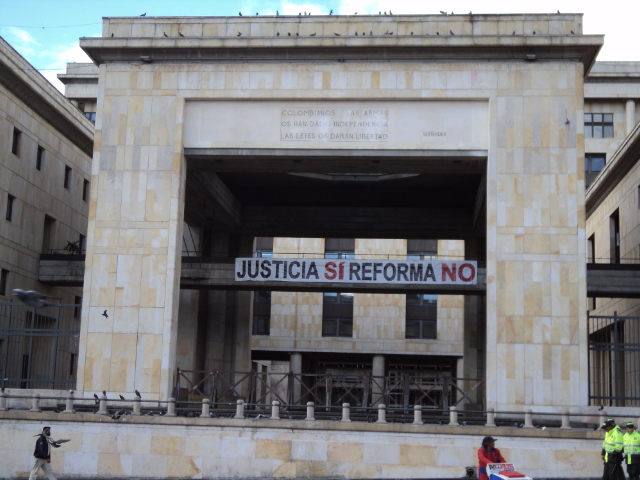
Pancarta en rechazo a la reforma a la justicia de 2012, ubicada en el Palacio de Justicia en Bogotá.

Desde 2002 se ha pretendido reformar la justicia pero todo intento de reforma ha sido fallido, entre ellos la Reforma a la Justicia en Colombia de 2012, un proyecto de acto legislativo presentado por el Gobierno Nacional al Congreso de la República de Colombia, con el cual se pretendía modificar la Constitución de 1991 en los artículos relacionados con la administración de justicia. Fue aprobada por el Congreso el 20 de junio de 2012 y generó fuertes críticas por parte de la sociedad civil, algunos medios de comunicación y diferentes ONG, por los beneficios que otorgaba a los parlamentarios. Debido a la presión ejercida por la opinión pública, el expresidente Juan Manuel Santos decidió objetar su aprobación y convocar al Congreso a sesiones extraordinarias con el fin de revocarla. Finalmente, el 28 de junio de 2012 el Congreso decidió hundir el proyecto de acto legislativo que había sido aprobado.
El 7 de mayo de 2019 la Comisión Primera del Senado de la República aprobó en primer debate el proyecto de Acto Legislativo, presentado por la bancada del Partido político Cambio Radical, que busca reformar a la justicia colombiana.
Por su parte el senador Germán Varón proponente de la iniciativa que busca corregir el actual sistema judicial señaló:

No es lógico que un ciudadano tenga que esperar la decisión de un Juez por 4, 5, 6 años. La gente ya no cree en sus instituciones, y eso es lo que queremos brindar, dar mejores tiempos y mejor justicia.

## Repercusiones
El Poder Judicial en Colombia  enfrenta varias problemáticas: judicialización de la política, politización de la justicia, hipertrofia de la rama judicial, congestión, impunidad, y tutelización de las necesidades jurídicas.
El sistema judicial colombiano es uno de los más lentos del mundo debido a que existe un personal judicial insuficiente y la corrupción ha infestado el poder judicial impidiendo la creación de unidades de Fiscalía, para la creación de juzgados, entre otros.

## Protestas
En la historia reciente de Colombia ha habido diferentes paros nacionales de la rama judicial (2008, 2012, 2013) a causa de la congestión judicial y penitenciaria, recortes en el personal judicial, aumentos salariales, impunidad, entre otros. En julio de 2014 el paro duro 80 días debido al incumplimiento del Estado en darle la financiación adecuada a la rama judicial y tramitar la ley que permitiera que para el 2015 hubiera mecanismos que solucionaran la congestión del sistema judicial ya que había 1500000 procesos que estaban retrasados. En enero de 2016 el paro duro más de 60 días a causa del Acuerdo 10445 del 2015. En noviembre de 2018 el paro duro un mes y medio a causa de la implementación del Acuerdo 11127 del 2018.